# Mit al-Kiram
Mit al-Kiram (arab. ميت الكرام) – miejscowość w Egipcie, w muhafazie Al-Minufijja. W 2006 roku liczyła 4564 mieszkańców.